# Edward Lachman
Edward Lachman (Morristown, 31 de março de 1948) é um cineasta e diretor de fotografia estadunidense. Seus trabalhos no cinema foram, principalmente, ao lado de Todd Haynes, Steven Soderbergh e Paul Schrader. Outras obras renomadas em que Lachman participou foi em Desperately Seeking Susan, The Virgin Suicides, A Prairie Home Companion e Carol.